# Maurice Read
John Maurice Read (* 9. Februar 1859 in Thames Ditton, Vereinigtes Königreich; † 17. Februar 1929 in Winchester, Vereinigtes Königreich) war ein englischer Cricketspieler, der zwischen 1882 und 1893 für die englischen Nationalmannschaft spielte.

## Aktive Karriere
Read gab sein First-Class-Debüt für Surrey in der Saison 1880 und konnte sich dort als Batter schnell etablieren. So fand er schnell seinen Weg ins Nationalteam und im Sommer 1882 gab er sein Test-Debüt. Bei der Tour in Australien in der Saison 1884/85 war er abermals im Team vertreten und konnte dort im dritten Test ein Fifty über 56 Runs erreichen. Bei der Ashes Tour 1886/87 reiste er abermals nach Australien, konnte dort jedoch nicht herausragen, ebenso wie im Folgejahr. Im März 1889 reiste er dann mit dem Team nach Südafrika, blieb jedoch auch dort schwach, ebenso wie der heimischen Tour gegen Australien im Sommer 1890. Bei der Tour in Australien in der Saison 1891/92 gelang ihm dann wieder ein Fifty über 57 Runs im abschließenden dritten Test. Seinen letzten Test bestritt er im Sommer 1893 gegen Australien. Im Jahr 1895 beendete er auch seine First-Class-Karriere um auf dem Tichborne Park Estate zu arbeiten. Er spielte dort auch gegen Mannschaften die dort zu besuch kamen und konnte dabei in fast jeder Saison herausragen.